# Edoperioden

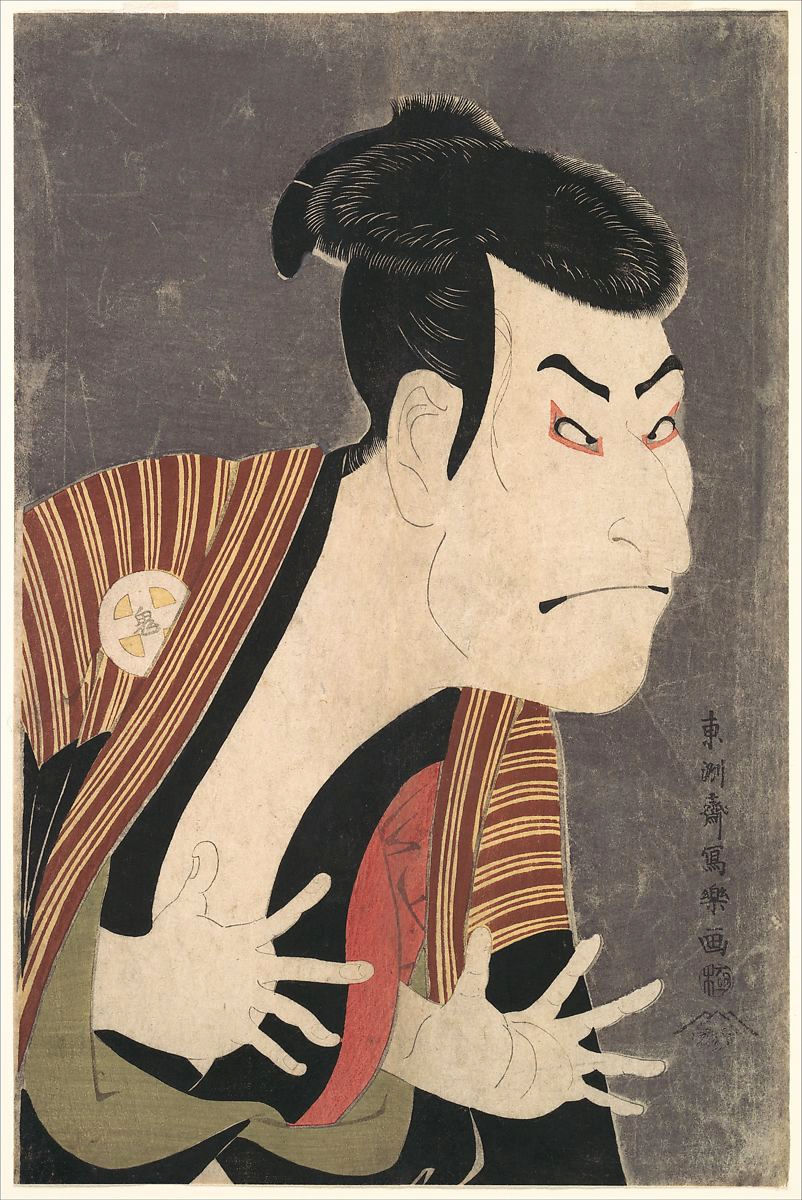
Ukiyo-e-bild av Sharaku föreställande kabukiskådespelaren Otani Oniji II. Ukiyo-e och kabuki är två exempel på de nya konstformer som blomstrade i Edo under Edoperioden.

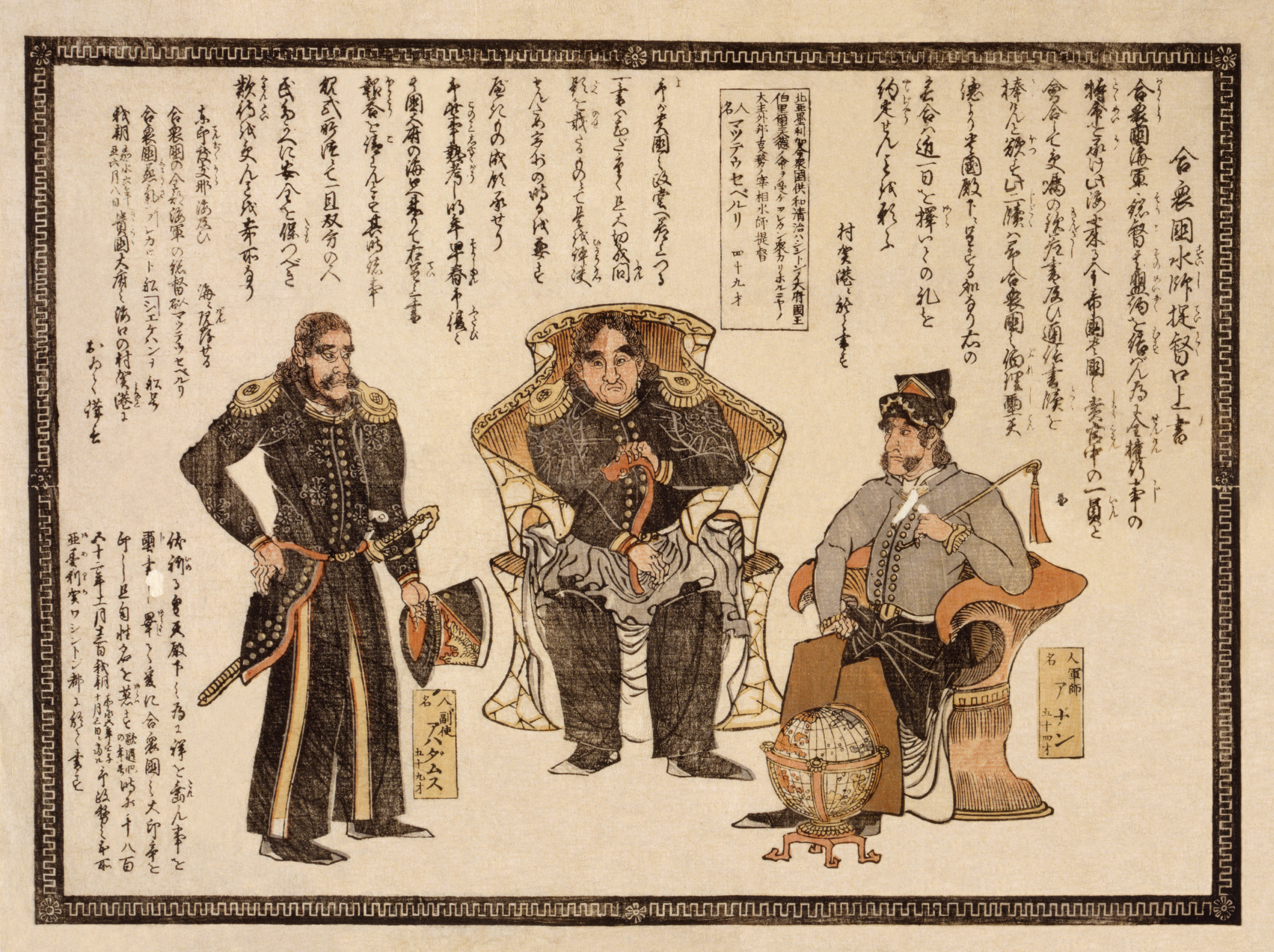
Kommendör Perry (i mitten) och två andra män talar till kejsaren.

Edoperioden (tredje shogunatet) var en period i Japans historia mellan åren 1603 och 1868 då klanen Tokugawa (徳川幕府) hade makten. Den följdes av Meijiperioden.

## Historia

### Bakgrund
Det så kallade Tokugawashogunatet under Tokugawa Ieyasu inledde en ny period av central makt under shogunen, som enade hela Japan och samtidigt flyttade den reella makten från kejsarfamiljens Kyoto till den nya militärregimens Edo. Det sista väpnade motståndet mot den nya militärregeringen, Toyotomiklanens uppror, slogs ner i de så kallade Gennastriderna 1614–1615 (så kallade efter Gennaperioden). 

### Förföljelse av kristna
Under 1500-talet hade handelsmän och kristna missionärer från Portugal, Spanien, Nederländerna och England anlänt till Japan men under 1600-talet misstänkte shogunatet att katolska missionärer egentligen var förtruppen för en militär erövringskampanj från Spanien eller Portugals sida. 
Efter Shimabaraupproret 1638 förbjöds helt sonika kristendomsutövning och all kontakt med katolska européer. På offentliga platser och vid vägskäl sattes stora trätavlor upp som utlovade belöningar åt alla som angav kristna och särskilt präster. Vidare fick de lokala myndigheterna i uppdrag att se till att varje familj med regelbundna mellanrum anmälde sig som anhängare av någon buddhistisk sekt. I det en gång nästan fullständigt kristnade Nagasaki och i de kringliggande områdena använde man sig dessutom av ett annat medel, de så kallade trampbrädena. Det var trätavlor med inlagda gjutna bilder av Kristus eller av katolska helgon. Myndigheterna, som hade dessa bräden i sitt förvar, sammankallade en gång om året alla invånare för att låta dem trampa på brädena och på så sätt bevisa att de inte var anhängare av den förbjudna religionen.

### Isolering
Endast mycket begränsad kontakt med holländska protestantiska handelsmän genom hamnen i Dejima tilläts. Koreanska skepp gavs tillträde till Nagasaki och även till själva huvudstaden. Därmed inleddes en lång period av isolering.
Portugiserna blev år 1639 definitivt förvisade ur Japan. När en portugisisk beskickning från Macao året därpå ändå dök upp i Nagasaki för att begära tillstånd att åter få handla där (mot löfte att inte medföra några präster) blev sändebuden avrättade. Holländarna tvingades riva sitt faktori i Hirado. Endast med kraftiga inskränkningar fick holländarna sedan tillstånd att uppehålla sig och bedriva sin handel på den konstgjorda ön Dejima. Vid sidan av kineserna, som fick handla i Nagasaki på ungefär samma villkor, bildade det nederländska faktoriets funktionärer från denna tid det enda oväsentliga undantaget från den fullständiga isolering gentemot yttervärlden som Japan hade försatt sig i.
Järnmuren kring Japan stärktes ytterligare i samband med de så kallade Kyōhōreformerna 1717, då importen av utländsk konst och litteratur kraftigt begränsades. Ändå blir så kallad rangaku, studiet av västerländska läror, bara viktigare och viktigare bland vetenskapsmän, konstnärer och författare. Motståndet mot shogunatet kommer dels från konkurrerande adelsfamiljer, dels från herrelösa samurajer, ronin, och dels från religiöst håll. Den så kallade Hōrekiincidenten 1758 är ett exempel på det sistnämnda.

### Ekonomi
De ordinarie inkomsterna, som till största del utgjordes av naturaprodukter, höll inte jämna steg med befolkningens snabba tillväxt under den långa fredstiden, och shogunatets egentliga stöd – krigar- och ämbetsadeln (samurai), som såg ned på den för en adelsman förbjudna handeln – sjönk allteftersom ned i armod. Tillfälliga finansiella svårigheter försökte man förgäves möta genom experiment med försämrade myntvärden.

### Kultur
Under Edo-periodens andra hälft blomstrar den folkliga kulturen i storstaden Edo, med ukiyo-e, kabuki, japanskspråkig litteratur och annat som på olika sätt sticker av mot den traditionella, mer kinesiskinfluerade kulturen.

### Landet öppnas upp
Isoleringen varade i 251 år tills den amerikanske kommendören Matthew Perry tvingade Japan att öppna sig mot väst i Kanagawakonventionen år 1854. På detta fördrag följde snart andra liknande, först med England och Ryssland och något senare med de andra större europeiska makterna (år 1861 med Preussen).
Inom några år hade kontakten med västvärlden i grunden förändrat det japanska samhället. Många historiker har dock velat nyansera den beskrivningen, och pekat på de tecken som tydde på att shogunatet var på väg att spricka upp med eller utan hjälp av utländska skepp.
Efter Boshinkriget (1867–1868) tvingades shogunatet bort från makten och kejsarens ställning restaurerades, den så kallade Meijirestaurationen. Decenniet som följde innebar en stor mängd politiska, ekonomiska, kulturella och teknologiska förändringar för Japan, som snabbt ville ta till sig allt västerländskt kunnande för att inte halka på efterkälken och kanske bli koloniserade.

## Perioder
I den japanska tideräkningen infaller nedanstående tideräkningsperioder under Edo-perioden.
| Startår | Namn         |
| ------- | ------------ |
| 1615    | 元和 Genna   |
| 1624    | 寛永 Kanei   |
| 1644    | 正保 Shōhō   |
| 1648    | 慶安 Keian   |
| 1652    | 承応 Jōō     |
| 1655    | 明暦 Meireki |
| 1658    | 万治 Manji   |
| 1661    | 寛文 Kanbun  |
| 1673    | 延宝 Enpō    |
| 1681    | 天和 Tenna   |
| 1684    | 貞享 Jōkyō   |
| 1688    | 元禄 Genroku |
| 1704    | 宝永 Hōei    |
| 1711    | 正徳 Shōtoku |
| 1716    | 享保 Kyōhō   |
| 1736    | 元文 Genbun  |
| 1741    | 寛保 Kanpō   |
| 1744    | 延享 Enkyō   |
| 1748    | 寛延 Kanen   |
| 1751    | 宝暦 Hōreki  |
| 1764    | 明和 Meiwa   |
| 1772    | 安永 Anei    |
| 1781    | 天明 Tenmei  |
| 1789    | 寛政 Kansei  |
| 1801    | 享和 Kyōwa   |
| 1804    | 文化 Bunka   |
| 1818    | 文政 Bunsei  |
| 1830    | 天保 Tenpō   |
| 1844    | 弘化 Kōka    |
| 1848    | 嘉永 Kaei    |
| 1854    | 安政 Ansei   |
| 1860    | 万延 Manen   |
| 1861    | 文久 Bunkyū  |
| 1864    | 元治 Genji   |
| 1865    | 慶応 Keiō    |

### Fotnoter
1. ↑  Lars Vargö. ”Edoperioden”. Nationalencyklopedin. http://www.ne.se/uppslagsverk/encyklopedi/l%C3%A5ng/japan/historia/edoperioden-1603-1867. Läst 26 maj 2017.
2. 1 2  Hildebrand, Hans; Hjärne, Harald; Pflugk-Harttung, Julius von. ”636 (Världshistoria / Orienten)”. runeberg.org. https://runeberg.org/vrldhist/3/0658.html. Läst 9 september 2021.
3. 1 2 3  Hildebrand, Hans; Hjärne, Harald; Pflugk-Harttung, Julius von. ”637 (Världshistoria / Orienten)”. runeberg.org. https://runeberg.org/vrldhist/3/0659.html. Läst 9 september 2021.
4. 1 2  Hildebrand, Hans; Hjärne, Harald; Pflugk-Harttung, Julius von. ”640 (Världshistoria / Orienten)”. runeberg.org. https://runeberg.org/vrldhist/3/0662.html. Läst 9 september 2021.